# Lorenzo Aguirre y Luis
Lorenzo Aguirre y Luis (Soria, c. 1819-Soria, 1903) fue un jurista, periodista, académico, funcionario y político español, alcalde de Soria.

## Biografía
Nacido en Soria en la primera mitad del siglo XIX, obtuvo el título de abogado y abrió su estudio en su ciudad natal el 25 de abril de 1845. Fue secretario y censor de la Sociedad Económica, fiscal de Hacienda en 1847, censor del teatro en 1847, catedrático de Historia y Geografía por oposición, teniendo que marchar a Vitoria a desempeñar. Luego pasó a Madrid como comisionado especial designado por el Gobierno  para informar acerca de las modificaciones convenientes en la legislación administrativa en 1851.
Fue alcalde de Soria en varias ocasiones, además de notario del Tribunal Eclesiástico de Osma, promotor fiscal interino varios años, secretario del Gobierno civil de Soria en 1854, comisionado especial para informar acerca de las reformas necesarias en el ramo de minas, decano del Colegio de Abogados de Soria, caballero de la  real orden de Carlos III, vocal y vicepresidente del Consejo provincial, diputado de la provincia por el distrito de Soria, vocal letrado de la Comisión permanente, juez de paz y municipal, liquidador del impuesto Hipotecario, comisario regio para la inspección de la Agricultura en la provincia, abogado de la Beneficencia, registrador interino y sustituto de la Propiedad, magistrado suplente de la Audiencia de Soria, asesor del Ayuntamiento de Soria, miembro correspondiente de la Academia Heráldica Italiana de Pisa, de la Real Academia de la Historia y de la de Academia Arqueológica y Geográfica del Príncipe Alfonso. También ocupó los puestos de vicepresidente de la Diputación y vicepresidente de la Comisión provincial de Monumentos Históricos y Artísticos y de la Comisión provincial de Estadística. Sirvió como presidente de la Junta gestora de ferrocarriles y llegó a ser nombrado hijo predilecto de la provincia de Soria.
Como periodista comenzó su carrera en 1843, junto con Víctor Arnau, Modesto Capdet y Víctor Nuñez, fundó y dirigió El Correo de Soria. Más adelante perteneció en Madrid a la redacción de La España. Colaboró en numerosas publicaciones periódicas de la prensa soriana. Falleció el 3 de diciembre de 1903 en Soria.